# رغبة متوحشة (فلم)
رغبة متوحشة هو فيلم مصري عرض عام 1991، من بطولة نادية الجندي ومحمود حميدة وسهير المرشدي وحنان ترك، ومن إخراج خيري بشارة، قصة الفيلم مقتبسة من القصة الإيطالية جريمة في جزيرة الماعز.

## قصة الفيلم
ترحل ناهد من القاهرة هربا من فضيحة زوجها الذي يسجن لاتهامه بالجسوسية وتنتقل للإقامة في منزل زوجها النائي بمنطقة صحراوية مع ابنتها المراهقة وفاء وشقيقة زوجها الارملة سميحة ويقمن بتربية الماعز، يطرق الشاب سيد غزال باب الثلاثة ويخبرهن أنه خرج لتوه من السجن وأنه كان زميل رب الاسرة في زنزانة واحدة والذي باح له قبل موته بوجود كنز من الدولارات دفنه بالقرب من الصحراء ليقيم معهن، لكن في الحظيرة بعد موافقتهن على البحث عن الكنز واقتسامه يجتذب سيد غزال سميحة وناهد ووفاء لتعطشهن لرجل في صحراء يقيم علاقة متبادلة بين كل من ناهد وسميحة بينما تفشل وفاء في إقناعه بها، يبدا سيد الحفر عن الكنز لمسافة عميقة تحت الأرض بين شد وجذب من النساء الثلاثة، وبعد تأكد وفاء من علاقة سيد بعمتها سميحة تسعى للانتقام الغريزي بادعاء محاولته اغتصابها لامها لتضربه ناهد على رأسه ضربة قاتلة في نفس الوقت التي تعثر فيه سميحة على المال المدفون لكنها تنهار لموته بجواره، داخل الحفرة تخبر وفاء أمها أنها كذبت عليها لتنتقم من سيد وأنه لم يحاول اغتصابها، تندم ناهد باكية لجريمتها وتقرر الرحيل عن المكان ومعها ابنتها الوحيدة.

## طاقم التمثيل
- نادية الجندي: (ناهد)
- محمود حميدة: (سيد غزال)
- سهير المرشدي: (سميحة)
- حنان ترك: (وفاء)
- عصام عوني
- ممدوح عبد الواحد
- صلاح الراوي
- سلومة الشيخ
- يونس مصطور
- حميدة موسى
- نشأت زيدان

## فريق العمل
- إخراج: خيري بشارة
- سيناريو: وحيد حامد
- مدير التصوير: سمير فرج
- مونتاج: نادية شكري
- إنتاج: حسين القلا
- موسيقى تصويرية: أحمد الصعيدي
- توزيع داخلي: أفلام النصر (محمد حسن رمزي وشركاه)
- توزيع خارجي: الشركة العالمية للتليفزيون والسينما

## عن الفيلم
- قصة الفيلم مقتبسة من قصة جريمة في جزيرة الماعز للكاتب المسرحي الإيطالي أوغو بيتي[الإنجليزية].
- في نفس توقيت عرض الفيلم، تم إعادة إنتاج فيلم آخر بنفس القصة المأخوذ عنها الفيلم للممثلة سعاد حسني باسم الراعي والنساء مع أحمد زكي ويسرا وميرنا وليد، وأخرجه علي بدرخان.مما تسبب في مشاكل مع الجهتين المنتجتين.[بحاجة لمصدر]

## روابط خارجية
- مقالات تستعمل روابط فنية بلا صلة مع ويكي بيانات